# Hypotrachyna klauskalbii
Hypotrachyna klauskalbii är en lavart som beskrevs av Fletcher ex Sipman, Elix & T.H. Nash. Hypotrachyna klauskalbii ingår i släktet Hypotrachyna och familjen Parmeliaceae.   Inga underarter finns listade i Catalogue of Life.